# ФЭД-35

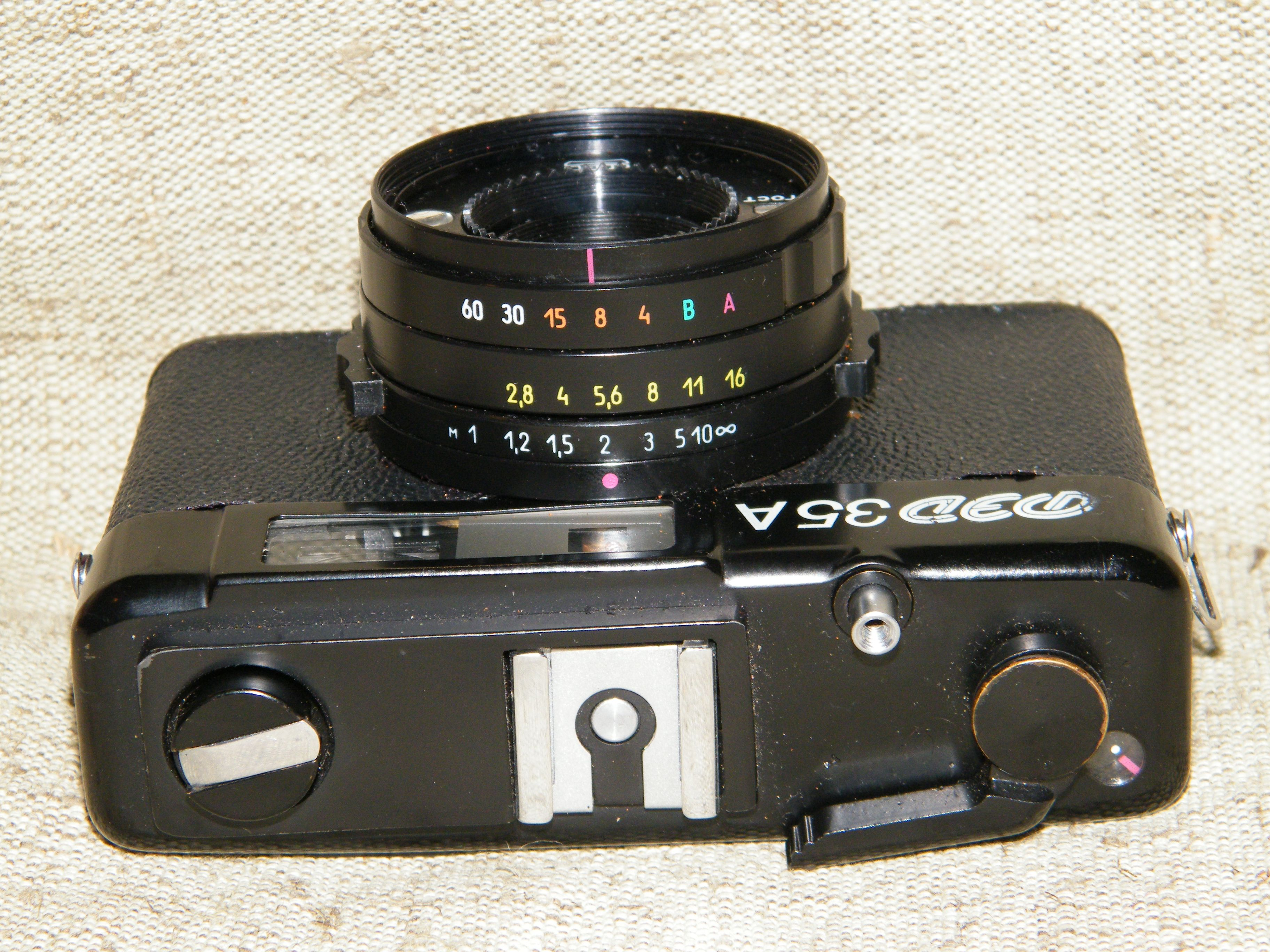
«ФЭД-35А», верхняя панель

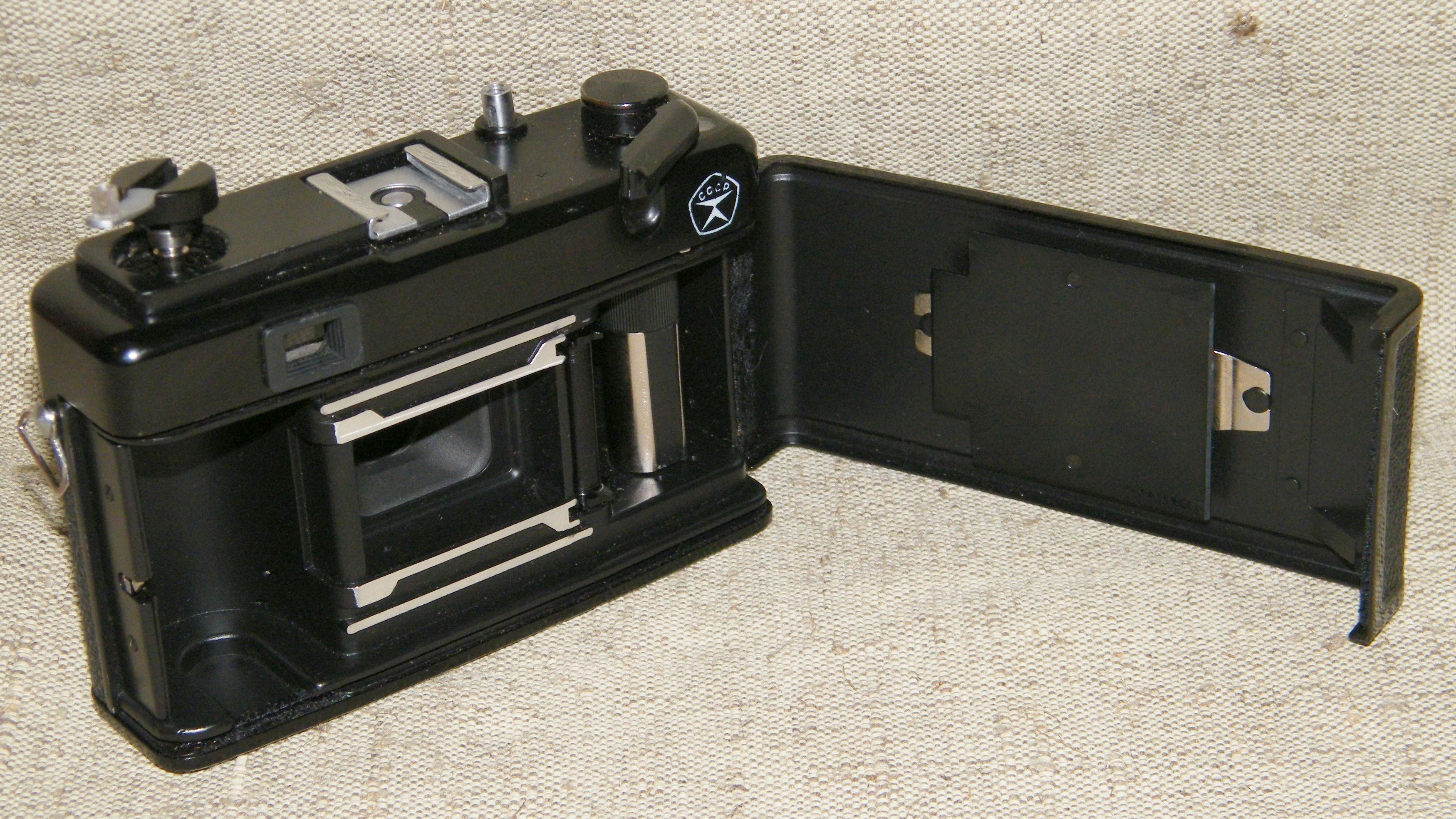
«ФЭД-35А» с открытой задней стенкой

ФЭД-35 и ФЭД-35А — советские малоформатные автоматические дальномерные фотоаппараты, производились Харьковским производственным машиностроительным объединением «ФЭД» с 1985 года по 1990 год суммарно.
Разработаны на основе малоформатного автоматического дальномерного фотоаппарата «ФЭД-Микрон-2».
Основное отличие — усовершенствованный фотографический затвор, позволяющий в ручном режиме произвольно устанавливать выдержку («ФЭД-Микрон-2» — только 1/30 сек).
Выпускались две модификации:
- «ФЭД-35» (1985—1986) — фотоаппарат с тремя режимами установки экспозиции — автоматический (программный автомат), полуавтоматический и ручной. Выпущено 6.868 экз.
- «ФЭД-35А» (1987—1990) — фотоаппарат с двумя режимами установки экспозиции — автоматический (программный автомат) и ручной. Выпущено 24.634 экз.

Стоимость фотоаппарата в 1980-х годах — 150 рублей.

## Технические характеристики
- Применяемый фотоматериал — типа 135. Размер кадра 24×36 мм. Зарядка в стандартной кассете ёмкостью 36 кадров.
- Корпус с открывающейся задней крышкой. Курковый взвод затвора и перемотки плёнки, курок имеет два положения — рабочее и транспортное. Имеется блокировка от неполного взвода затвора. Автоматический самосбрасывающийся счётчик кадров. Рукоятка обратной перемотки типа рулетка.
- Объектив «Индустар-81» 2,8/38 — несъёмный. Фокусировка ручная с помощью дальномера. Диапазон фокусировки от 1 м до «бесконечности». Разрешающая способность объектива по центру кадра 50 линий/мм, по краям 18 линий/мм. Резьба под светофильтр М46×0,75.
- Фотоаппарат «ФЭД-35» («ФЭД-35А») оснащён центральным залинзовым затвором-диафрагмой. Функцию диафрагмы выполняет центральный затвор, при съёмке лепестки затвора отрабатывают не только выдержку в секундах, но и открываются до определённого относительного отверстия.
  - Выдержка в автоматическом режиме — от 1/60 до 1/300 сек. В ручном режиме — от 1/60 до 1/4 сек или «В».
    - У фотоаппарата «ФЭД-35» предусмотрен режим полуавтоматической установки экспозиции. Выдержка устанавливалась от 1/4 до 1/125 сек.

  - Объектив в автоматическом режиме диафрагмируется до f/20, в ручном режиме и при съёмке с фотовспышкой до f/16.
- Видоискатель оптический, с подсвеченными кадровыми рамками, параллаксный, сопряжён с дальномером.
- Резьба штативного гнезда 1/4 дюйма.

## Принцип работы аппарата

### Автоматическая съёмка
Фотоаппарат «ФЭД-35» («ФЭД-35А») — программный автомат. Автоматический режим включается установкой кольца выдержек в положение «А». Положение кольца диафрагм — любое.
Автоматическая съёмка возможна только при установленном источнике питания — один ртутно-цинковый элемент РЦ-53 (современный аналог РХ-625) или один никель-кадмиевый аккумулятор Д-0,06. 

На передней поверхности оправы объектива размещён сернисто-кадмиевый (CdS) фоторезистор, при применении светофильтров автоматически вносятся поправки на их плотность. 

Установка светочувствительности фотоплёнки производится кольцом, расположенным на передней поверхноси оправы объектива. Значения светочувствительности от 32 до 250 ед. ГОСТ. 

Экспонометрическое устройство управляет затвором-диафрагмой, устанавливая параметры экспозиции в зависимости от установленной светочувствительности фотоплёнки и освещённости объекта фотосъёмки. 

При минимальной освещённости затвором-диафрагмой отрабатывается выдержка 1/60 при f/2,8, а при максимальной — выдержка 1/300 при f/20. Сочетание выдержка-диафрагма не может быть изменено.

### Съёмка в ручном режиме и с фотовспышкой
При установке кольца диафрагм в положения от 2,8 до 16 происходит диафрагмирование объектива на указанное значение. Выдержка устанавливается от 1/4 до 1/60 сек. При установленной длительной выдержке «В» значение диафрагмы будет только 2,8. 

В ручном режиме фотоаппарат «ФЭД-35» («ФЭД-35А») работоспособен без источника питания.
Электронная фотовспышка подключается только через центральный синхроконтакт «X». Если используется фотовспышка только с кабельным синхроконтактом — рекомендуется устанавливать её через переходник. Выдержка синхронизации — любая.

### Съёмка в полуавтоматическом режиме («ФЭД-35»)
У фотоаппарата «ФЭД-35» был предусмотрен режим полуавтоматической установки экспозиции.
Один параметр (выдержка или диафрагма) устанавливалась вручную, затем подбирался другой параметр. 

В поле зрения видоискателя была видна стрелка индикатора, при правильной экспозиции стрелка должна была занять определённое положение. 

Выдержка в полуавтоматическом режиме устанавливалась от 1/4 до 1/125 сек.